# 当皮埃尔昂蒙塔涅
当皮埃尔昂蒙塔涅（法語：Dampierre-en-Montagne，法語發音：[dɑ̃pjɛʁ ɑ̃ mɔ̃taɲ]，意为“山中的当皮埃尔”）是法国科多尔省的一个市镇，位于该省中部地区，属于蒙巴尔区。

## 地理
当皮埃尔昂蒙塔涅（47°25'59"N, 4°33'31"E）面积10.36 平方千米，位于法国勃艮第-弗朗什-孔泰大區科多尔省，该省份为法国中东部省份，北起奥布省，西接涅夫勒省和约讷省，南至索恩-卢瓦尔省，东南接汝拉省，东临上索恩省，东北部与上马恩省接壤。
与当皮埃尔昂蒙塔涅接壤的市镇（或旧市镇、城区）包括：拉罗什瓦诺、维托、波桑日、维勒贝尔尼、维勒费里、阿尔奈苏维托、雅伊莱穆兰。
当皮埃尔昂蒙塔涅的时区为UTC+01:00、UTC+02:00（夏令时）。

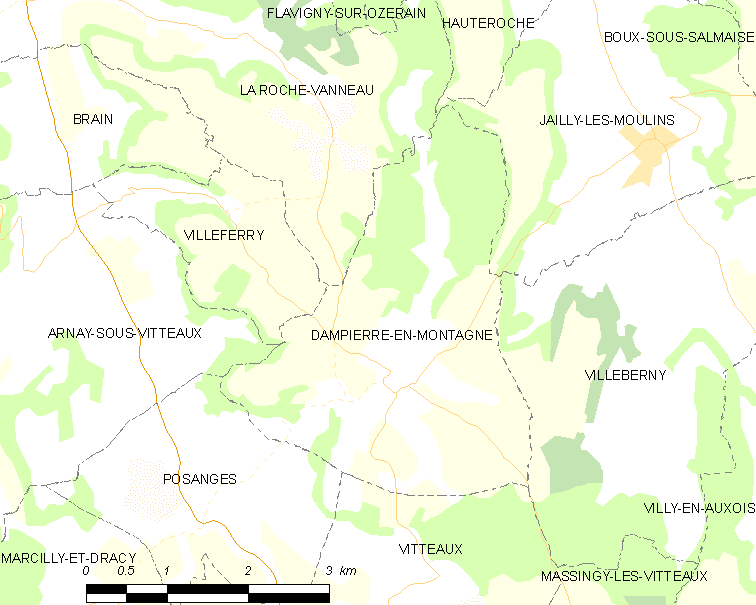
当皮埃尔昂蒙塔涅的OSM定位图

## 行政
当皮埃尔昂蒙塔涅的邮政编码为21350，INSEE市镇编码为21224。

## 政治
当皮埃尔昂蒙塔涅所属的省级选区为欧苏瓦地区瑟米尔县。

## 交通
科多尔省省道D117线和D119线在境内交汇。

## 人口

1962-2008年间当皮埃尔昂蒙塔涅人口变化图示

当皮埃尔昂蒙塔涅于2022年1月1日时的人口数量为61人。